# Helen Slottje
Helen Slottje é uma advogada e activista ambiental norte-americana. Ela recebeu o Prémio Ambiental Goldman em 2014.

## Biografia
Helen mora em Ithaca, Nova York, com o marido. Ela já trabalhou como advogada comercial em Boston.
Ela começou a lutar contra o fracking após assistir a uma apresentação sobre o assunto em 2009. Ela é creditada por ajudar a aprovar proibições contra o fracking em mais de uma centena de comunidades em Nova York.